# Jason Reitman
Jason Reitman (* 19. října 1977 Montréal) je kanadsko-americký filmový režisér a scenárista. Jeho otcem byl režisér a producent Ivan Reitman, který se narodil v Československu. Jeho sestra Catherine Reitman je rovněž herečka. Na počátku své kariéry natočil několik krátkometrážních snímků. Jeho prvním celovečerním filmem je Děkujeme, že kouříte (2005), následovaly filmy Juno (2007), Lítám v tom (2009), Znovu a jinak (2011), Prodloužený víkend (2013) a Muži, ženy a děti (2014). Třikrát byl nominován na Oscara (režie a scénář filmu Lítám v tom a režie Juno). Za scénář k filmu Lítám v tom získal Zlatý globus (byl také neúspěšně nominován za režii).